# Pentecoste
Pentecoste is een gemeente in de Braziliaanse deelstaat Ceará. De gemeente telt 35.166 inwoners (schatting 2009).
De gemeente grenst aan Umirim, São Luís do Curu, São Gonçalo do Amarante, Caucaia, Maranguape, Caridade, Apuiarés en Itapajé.